# سیمون گونار
سیمون گونار (فرانسوی: Simon Gougnard‎؛ زادهٔ ۱۷ ژانویهٔ ۱۹۹۱) بازیکن هاکی روی چمن اهل بلژیک است.